# عضلة الفم الدائرية
في تشريح جسم الإنسان، العَضَلَةُ الدُّوَيْرِيَّةُ الفَمَوِيَّة أو عضلة الفم الدائرية (الاسم العلمي: Orbicularis oris muscle) وتُعرف بعضلة التقبيل لأنها تؤدي إلى تجعد الشفتين  هي مجموعة معقدة من العضلات في الشفاه التي تطوق الفم. حتى وقت قريب، كان يُساء تفسيرها على أنها عضَلَةٌ عاصِرَة، أو عضلة دائرية، ولكنها في الواقع تتكون من أربعة أجزاء مستقلة التي تتداخل وتعطي المظهر الدائري.
كما أنها واحدة من العضلات المستخدمة في اللعب بجميع آلات النفخ النحاسية وبعض آلات النفخ الموسيقية. هذه العضلة تغلق الفم وتجعد الشفاه عندما تنقبض.

## منشأ العضلة
تنشأ العضلة من الفك العلوي والسفلي والجلد.

## مرتكز العضلة
تحيط بالفتحة الفموية.

## التشريح
العَضَلَةُ الدُّوَيْرِيَّة الفَمَوِيَّة ليست عضلة عاصرة بسيطة مثل العَضَلَةُ الدُّوَيْرِيَّةُ العَينِيَّة. حيث أنها تتكون من العديد من طبقات الألياف العضلية التي تحيط بفتحة الفم، الموجودة باتجاهات مختلفة.
وتتكون من ألياف خاصة بعضلات الوجه الأخرى المغروسة في الشفتين، ومن ألياف الشفاه المخصوصة. الألياف الخاصة بعضلات الوجه، تُستَمد من العضلة المبوقة وتشكل الطبقة الأعمق من العَضَلَةُ الدويرية الفَمَوِيَّة.
بعض من الياف العضلة المبوقة –أي تلك القريبة من وسط العضلة- تتقاطع في زاوية الفم، وتلك التي تنشأ من الفك العلوي تمر إلى الشفة السفلى، وتلك التي تنشأ من الفك السفلي تمر إلى الشفة العليا. الألياف الموجودة في أعلى وأسفل العضلة المبوقة تمر عبر الشفاه من جانب إلى آخر دون تصالب وتقاطع.
وسطحياً لهذه الطبقة هناك طبقة ثانية، والتي تشكلت على الجانبين من قبل النَّابِيَّة (العَضَلَةُ الرَّافِعَةُ لِزاوِيَةِ الفَم) والعضلة المثلثيةُ (العَضَلَةُ الخَافِضَةُ لزاوِيَةِ الفَم)، والتي تعبر بعضها البعض في زاوية الفم. تلك الألياف من العضلة النابية تمر إلى الشفة السفلى، وتلك من المُثَلَّثِيَّةُ تمر إلى الشفة العليا، وعلى طول المسار التي تعبره، فإنها تغرس في الجلد بالقرب من الخط الأوسط للشفة.
بالإضافة، هناك ألياف من العَضَلَةُ المُرَبَّعَة للشَّفَةِ العُلْوِيَّة والعَضَلَةُ الوَجْنِيَّةُ والعَضَلَةُ المُرَبَّعَةُ للشَّفَةِ السُّفْلِيَّة تتداخل مع الألياف العرضية الموصوفة أعلاه، ولها أساساً اتجاه منحرف.
الألياف المخصوصة بالشفاه مائلة، وتمر من تحت سطح الجلد إلى الأغشية المخاطية، من خلال سماكة الشفة.
وأخيراً، هناك ألياف تبرز من عضلات مرتبطة بالفك العلوي وحاجز الأنف أعلاه ومع الفك السفلي أدناه. في الشفة العليا، تتكون من شريطين، شريط جانبي وآخر وسطي، على جانبي الخَطُّ النَّاصِف. الشريط الجانبي المتكون من العَضَلَةُ القاطِعِيَّةُ الشَّفَوِيَّةُ العُلْوِيَّة ينشأ من الحافة السنخية للفك العلوي، مقابل الأسنان الرباعية (القواطع)، والتي تتقوس نحو الجانب، وتكون مستمرة مع العضلات الأخرى في زاوية الفم. الشريط الأوسط المتكون من العضلات الأَنْفِيَّةُ الشَّفَوِيَّة يربط الشفة العلوي إلى الجزء الخلفي من الحاجز الأنفي.
الفاصل بين الشريطين الأوسطين في الشفة يتوافق مع الفجوة المسماة بالنَثْرَة (التلم العمودي في أوسط الشفة العلوية)، والموجود في الشفة أسفل الحاجز الأنفي. الألياف الإضافية للشفة السفلى تشكل انخفاض في العَضَلَةُ القاطِعِيَّةُ الشَّفَوِيَّةُ السُّفْلِيَّة على جانبي خط المنتصف. والذي ينشأ من الفك السفلي، جانبياً للذقن، ويختلط مع العضلات الأخرى في زاوية الفم.

## الأهمية السريرية
يولد الأطفال في بعض الأحيان دون هذه العضلة في أحد أو كلا جانبي الوجه، مما يؤدي إلى تدلٍ طفيف على الجانب المصاب من الوجه.

## صور إضافية

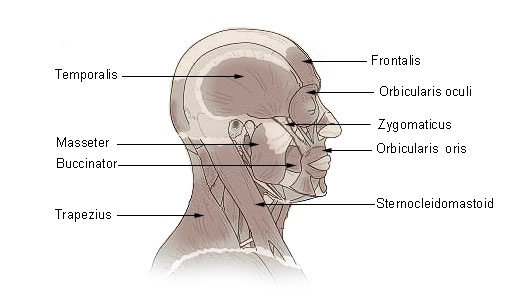
عضلات الرأس والرقبة
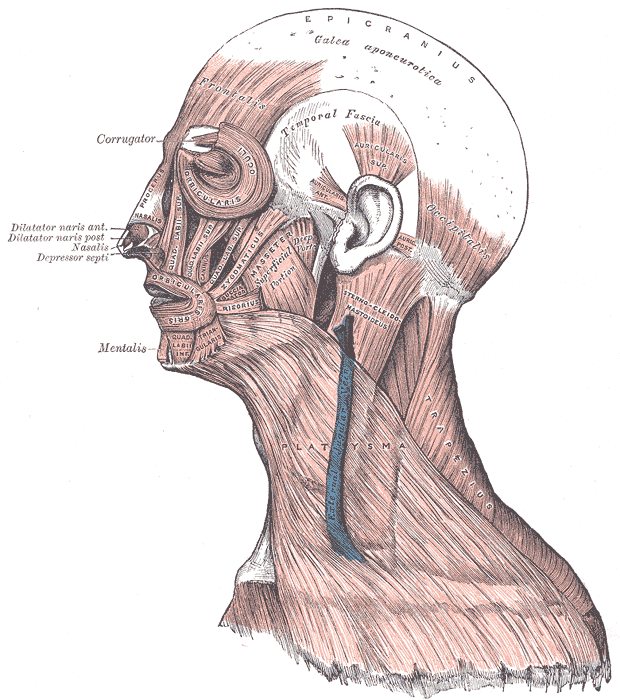
عضلات الرأس والوجه والرقبة
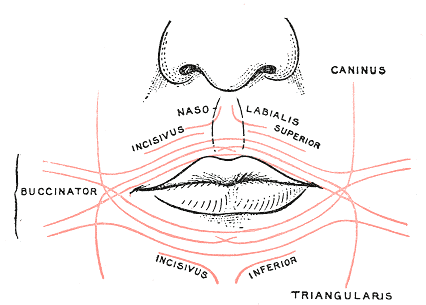
مخطط يبين ترتيب الألياف العضلية الدويرية الفموية

## وصلات خارجية
- -1321926576 في مفكرة المُمارِس العام
- شكل تشريحي: 23:02-03 على موقع مركز سوني دونستات الطبي (تشريح بشري عبر الإنترنت).
- Anatomy diagram: 25420.000-1 at Roche Lexicon - illustrated navigator, Elsevier
- Facial Muscles - BBC Picture of the circular-shaped muscle
- Facial Muscles - BBC (Flash) Animation of movements of the muscle